# Talayot de sa Cova de sa Nineta
Le talayot de sa Cova de sa Nineta, également appelé talayot de sa Nineta, est situé dans la municipalité de Santa Margalida sur l'île de Majorque dans l'archipel des Baléares en Espagne. Le talayot, daté de l'Âge du fer, appartient à la culture talayotique.

## Protection
L'édifice a été restauré à la fin des années 1960. Il a été déclaré bien d'intérêt culturel en 1966 sous la référence d'enregistrement RI-51-0002747. 

## Description
Un bâtiment, identifié comme un lieu de culte, qui se trouvait à côté du talayot a été détruit lors de la construction de la route voisine.